# زملول متوسع
زملول متوسع (الاسم العلمي: Exobasidium expansum) هو نوع من الفطريات يتبع جنس الزملول من فصيلة الزملولية.